# ウジャエ環礁
座標: 北緯09度04分00秒 東経165度38分00秒 / 北緯9.06667度 東経165.63333度
ウジャエ環礁は、15の小島から成る太平洋上の環礁で、マーシャル諸島のラリック列島に属している。小島を合わせてた陸地の面積は1.86km2であるが、環礁の総面積は186km2にもなる。
なおウジャエ環礁の人口は、1999年度で488人である。